# Elusa ustula
Elusa ustula är en fjärilsart som beskrevs av George Francis Hampson 1909. Elusa ustula ingår i släktet Elusa och familjen nattflyn. Inga underarter finns listade i Catalogue of Life.

## Bildgalleri

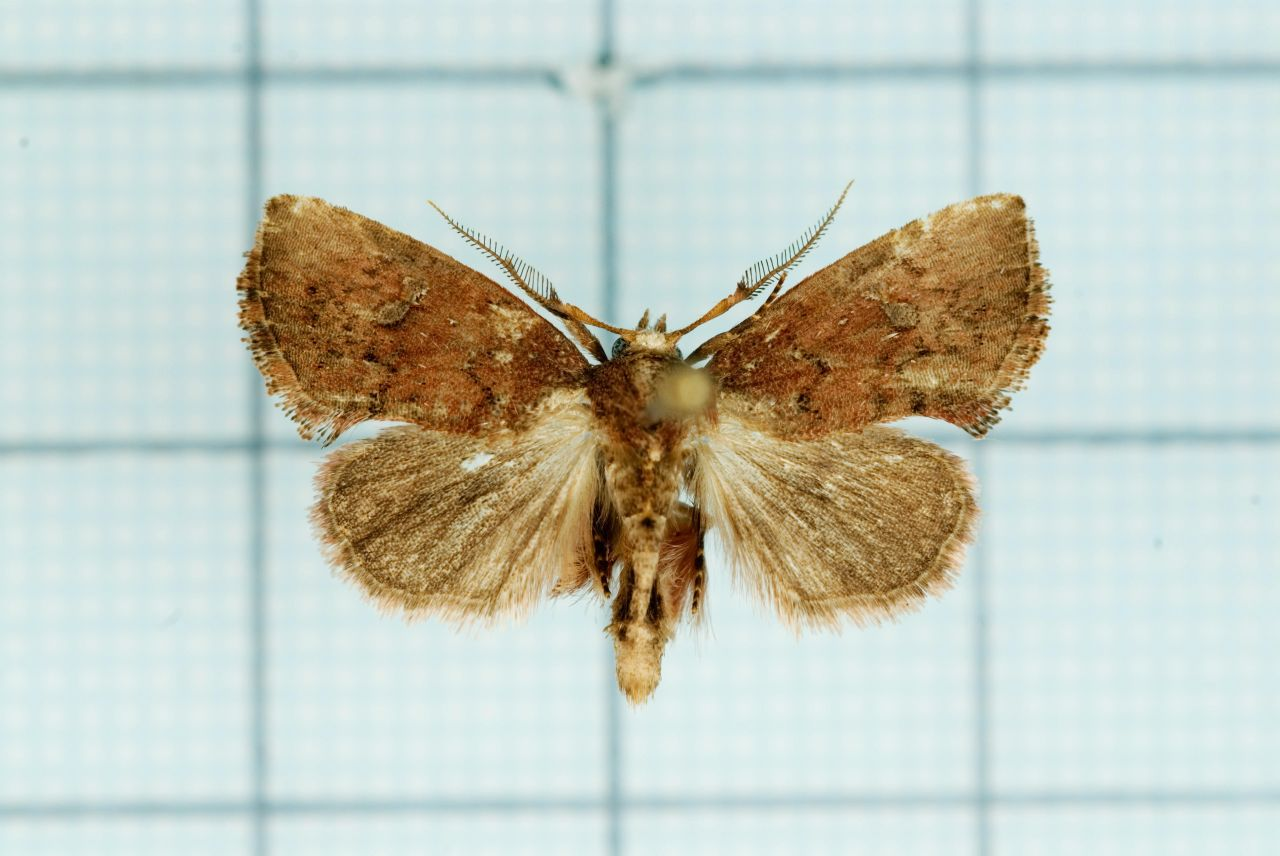